# Scharführer

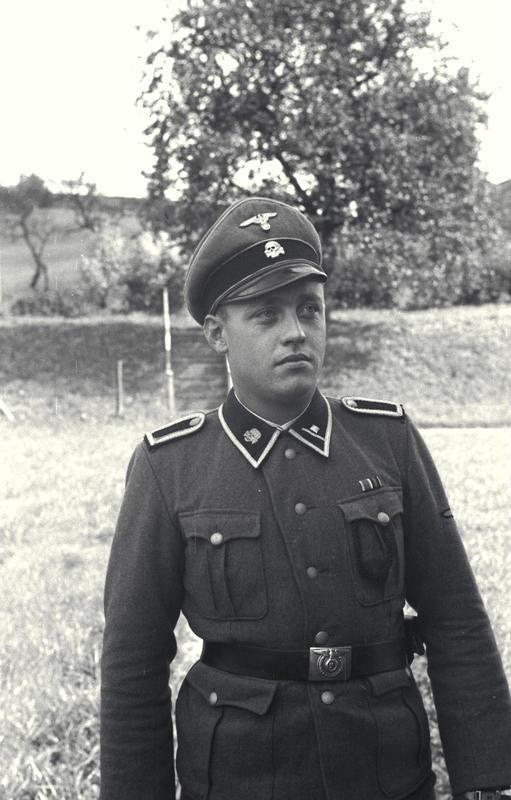
SS-Scharführer i koncentrationslägret Mauthausen.

Scharführer var en paramilitär grad inom de nazityska organisationerna Schutzstaffel (SS) och Sturmabteilung (SA). Graden innehades ofta av personal ansvariga för en styrka av grupps storlek, motsvarande dagens OR 5, sergeant inom NATO. 
Inom SA betecknades Scharführern med en markering på kragspegeln. Inom SS betecknades dock Scharführern med en markering men även två silvriga streck.  

## Scharführer i urval
- Erich Fuchs
- Josef Hirtreiter
- Franz Hödl
- Erich Lachmann
- Heinrich Matthes
- Josef Vallaster
- Franz Wolf
- Ernst Schemmel
- Werner Dubois

## Gradbeteckningar för Scharführer i Waffen-SS

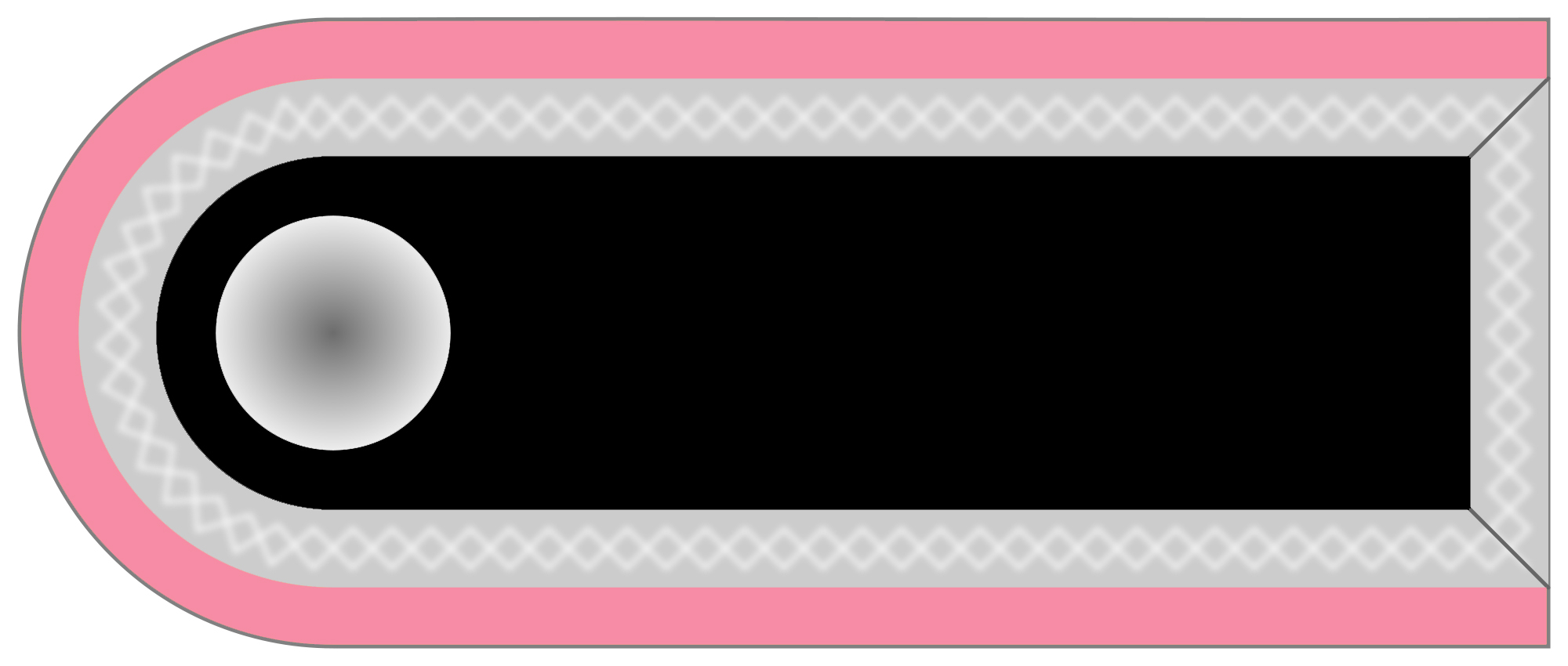
Axelklaff
Kragspeglar
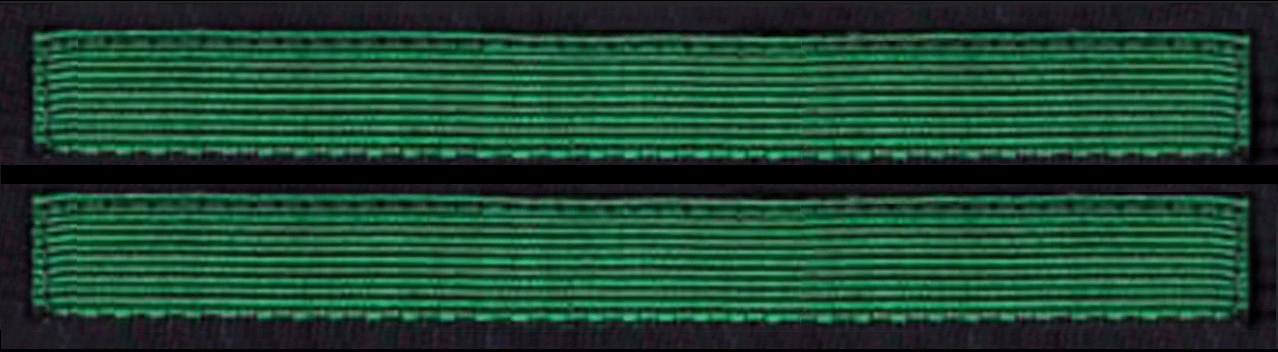
Kamouflage
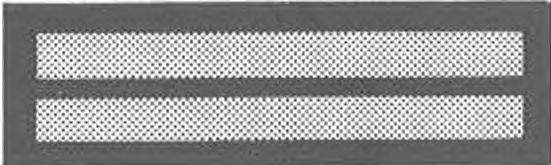
Kamouflage